# Pinchas Sapir
Pinchas Sapir (ebr. פנחס ספיר, născut Kozlowski, 15 octombrie 1906, în Suwałki, Polonia - decedat 12 august 1975, în Nevatim, Israel) a fost un om politic israelian, social-democrat (din partidul Mapai), originar din Polonia. A fost cel de-al treilea ministru de finanțe al Israelului (1963 - 1968 si 1969 - 1974) și unul din principalii responsabili ai făuririi economiei israeliene.
Intre 1955 - 1965 si 1970 - 1972 a fost ministrul comerțului și industriei, iar in anii 1968 - 1969 ministru fără protofoliu.
Alături de Levi Eshkol, este unul din arhitecții "miracolului economic israelian" din anii 1954 - 1965 în care țara sa s-a transformat dintr-un stat cu economie de austeritate severă și primitoare a unori valuri masive de imigranți, într-o societate cu un nivel de trai relativ ridicat, apropiat de cel vest- european.
În anii 1974 - 1975 a fost președintele Agenției Evreiești (Sohnut) și al Organizației Sioniste Mondiale.
S-a născut într-o familie evreiască din localitatea Suwałki, din regiunea Podleska în nord-estul Poloniei, pe atunci în Imperiul Rus. A studiat la un seminar pedagogic și în anul 1929 a emigrat in Palestina, aflată atunci sub regim de mandat britanic. S-a stabilit în regiunea Sharon, în așezarea evreiască Kfar Sava (cunoscută și ca Kfar Saba) în care a trăit până la sfârșitul vieții.
Și-a început cariera politică ca sindicalist, membru în consiliul muncitoresc al localității Kfar Sava, apoi ca membru al consiliului primăriei și s-a afirmat ca responsabil al întreprinderii de apă locale. Cu temperamentul său furtunos, datorită eficienței și obstinației sale în urmărirea atingerii obiectivelor stabilite, a fost promovat în conducerea pe țară a companiei de apă Mekorot, fiind acolo între anii 1937 - 1950 adjunctul de facto al lui Levi Eshkol. 
În anul 1947 a devenit șeful departamentului de logistică al principalei organizații militare evreiești din Palestina, Hagana, care a devenit în 1948 structura principală din care s-a creat armata Israelului. În timpul Războiului de independență al Israelului in anii 1948-1949 s-a ocupat de procurarea de armament, intre anii 1949 - 1951 a fost director general al Ministerului apărării, iar între anii 1953-1955 l-a secondat pe ministrul de finanțe Eshkol, tot în calitate de director general al ministerului. 
Ca ministru al industriei si comertului in anii 1955 - 1965 si 1970 - 1972 a incurajat. mai ales prin apeluri la solidaritatea unor întreprinzători evrei, investițiile străine în scopul înființării de întreprinderi industriale israeliene. Astfel l-a convins pe Israel Polak, industriaș evreu din Chile, originar din România (Bucovina) să deschidă un combinat textil în localitatea Kiryat Gat de curând înființată la marginea deșertului. Legenda povestește că pentru a nu se lovi de refuzul lui Polak din cauza îndepărtării acelei așezări de centrul țării, l-a luat pe acesta cu mașina de la hotel la ora 5 dimineața, când traficul e mic, și a poruncit șoferului să meargă cu viteza maximă. Astfel ei au ajuns la Kiryat Gat în mai puțin de jumătate de oră și Polak și-a dat mai ușor asentimentul pentru amplasarea intreprinderii, presupunând că nu e chiar așa de departe. 
Sapir s-a ingrijit să obțină bugete mari pentru proiecte naționale ca întemeierea unor întreprinderi industriale și dezvoltarea conductei de apă naționale Hamovil Haartzi.
În anul 1959 el a fost ales și deputat in Knesset, funcție pe care a îndeplinit-o până la moarte, mai întâi din partea partidului Mapai, apoi a Partidului Muncii. 
În anii 1963 - 1968 și 1969 - 1974 a fost ministru de finanțe, în anii 1963 - 1965 și 1970 - 1972 în paralel cu deținerea portofoliului industriei și comerțului. 
Dupa decesul primului ministru Eshkol in 1969 nu a candidat pentru a-i succede, deși ar fi avut șanse, în schimb a sprijinit candidatura Goldei Meir.
1. 1 2 3 4 5 6  Autoritatea BnF, accesat în 14 septembrie 2018
2. 1 2  Pinhas Sapir, Munzinger Personen, accesat în 9 octombrie 2017
3. 1 2  חה"כ פנחס ספיר (קוזלובסקי) (în ebraică), Knesset
4. 1 2  SNAC, accesat în 14 septembrie 2018
5. ↑  Pinhas Sapir, Encyclopædia Britannica Online, accesat în 9 octombrie 2017
6. ↑  „Pinchas Sapir”, Gemeinsame Normdatei, accesat în 14 septembrie 2018
7. 1 2  IdRef, accesat în 14 septembrie 2018
8. ↑  Virtual International Authority File, accesat în 14 septembrie 2018
9. ↑  כל ממשלות ישראל (în ebraică), Knesset